# Tổng thống Litva
Tổng thống Cộng hòa Litva (tiếng Litva: Lietuvos Respublikos Prezidentas) là nguyên thủ quốc gia của Litva. Không giống như những người đồng cấp ở các nước Baltic còn lại, Tổng thống trên thực tế là người nắm nhiều quyền lực nhất và đồng thời là lãnh đạo hành pháp cao nhất của quốc gia, chứ không phải Thủ tướng. Về phía Hội đồng châu Âu, Tổng thống là người đại diện cho Chính phủ trong hội đồng này, giống như Tổng thống Pháp.
Tổng thống đương nhiệm là Gitanas Nausėda, nhậm chức ngày 12 tháng 7 năm 2019.

## Danh sách tổng thống Litva

### Nhà nước Litva (1918–1920)
| STT | Nhiệm kỳ                                 | Tên             | Chân dung |
| --- | ---------------------------------------- | --------------- | --------- |
| -   | 2 tháng 11 năm 1918 – 4 tháng 4 năm 1919 | Antanas Smetona |           |
| 1   | 4 tháng 4 năm 1919 – 19 tháng 6 năm 1920 | Antanas Smetona |           |

### Cộng hòa Litva (1920–1940)
| STT | Nhiệm kỳ                                        | Tên                     | Chân dung |
| --- | ----------------------------------------------- | ----------------------- | --------- |
| 2   | 19 tháng 6 năm 1920 – 7 tháng 6 năm 1926        | Aleksandras Stulginskis |           |
| 3   | 7 tháng 6 – 18 tháng 12 năm 1926                | Kazys Grinius           |           |
| -   | 18–19 tháng 12 năm 1926                         | Jonas Staugaitis        |           |
| -   | 19 tháng 12 năm 1926                            | Aleksandras Stulginskis |           |
| (1) | ngày 19 tháng 12 năm 1926 – 15 tháng 6 năm 1940 | Antanas Smetona         |           |

### Cộng hòa Litva (1990–nay)
| STT | Chân dung                       | Tên (Sinh–Mất)                          | Năm đắc cử          | Bắt đầu nhiệm kỳ     | Kết thúc nhiệm kỳ    |
| --- | ------------------------------- | --------------------------------------- | ------------------- | -------------------- | -------------------- |
| -   |                                 | Vytautas Landsbergis (sinh 1932)        | —                   | 11 tháng 3 năm 1990  | 25 tháng 11 năm 1992 |
| 4   |                                 | Algirdas Brazauskas (quyền) (1932–2010) | —                   | 25 tháng 11 năm 1992 | 25 tháng 2 năm 1993  |
| 4   | Algirdas Brazauskas (1932–2010) | 1993                                    | 25 tháng 2 năm 1993 | 25 tháng 2 năm 1998  |                      |
| 5   |                                 | Valdas Adamkus (sinh 1926)              | 1997–98             | 26 tháng 2 năm 1998  | 26 tháng 2 năm 2003  |
| 6   |                                 | Rolandas Paksas (sinh 1956)             | 2002–03             | 26 tháng 2 năm 2003  | 6 tháng 4 năm 2004   |
| -   |                                 | Artūras Paulauskas (sinh 1953)          | —                   | 6 tháng 4 năm 2004   | 12 tháng 7 năm 2004  |
| 7   |                                 | Valdas Adamkus (sinh 1926)              | 2004                | 12 tháng 7 năm 2004  | 12 tháng 7 năm 2009  |
| 8   |                                 | Dalia Grybauskaitė (sinh 1956)          | 2009 2014           | 12 tháng 7 năm 2009  | 12 tháng 7 năm 2019  |
| 9   |                                 | Gitanas Nausėda (sinh 1964)             | 2019                | 12 tháng 7 năm 2019  | Đương nhiệm          |